# Wayne Simmonds
Wayne Simmonds (* 26. August 1988 in Scarborough, Ontario) ist ein ehemaliger kanadischer Eishockeyspieler, der im Verlauf seiner aktiven Karriere zwischen 2006 und 2023 unter anderem 1090 Spiele für die Los Angeles Kings, Philadelphia Flyers, Nashville Predators, New Jersey Devils, Buffalo Sabres und Toronto Maple Leafs in der National Hockey League auf der Position des rechte Flügelstürmers bestritten hat.

## Karriere
Wayne Simmonds begann seine Karriere als Eishockeyspieler bei den Toronto Junior Canadiens, für die er in der Saison 2004/05 in der Greater Toronto Hockey League aufs Eis ging. Anschließend absolvierte er eine Spielzeit bei den Brockville Braves in der Canadian Junior Hockey League, ehe Simmonds ab der Saison 2006/07 für die Owen Sound Attack in der Ontario Hockey League aktiv war. Während dieser Zeit wurde er beim NHL Entry Draft 2007 in der zweiten Runde als insgesamt 61. Spieler von den Los Angeles Kings ausgewählt. Zunächst begann er jedoch die Saison 2007/08 erneut in Owen Sound, ehe er im Dezember an deren Ligarivalen, die Sault Ste. Marie Greyhounds, abgegeben wurde. Daraufhin wurde Simmonds in den Kader der Kings aufgenommen, für die er in seinem Rookiejahr in der Saison 2008/09 in allen 82 Spielen der regulären Saison auf dem Eis stand. Insgesamt verbuchte der Kanadier 23 Scorerpunkte, darunter neun Tore. Am 23. Juni 2011 wurde Simmonds zusammen mit Brayden Schenn sowie einem Zweitrunden-Wahlrecht im NHL Entry Draft 2011 zu den Philadelphia Flyers transferiert, die Los Angeles Kings erhielten im Gegenzug Mike Richards.
Gleich in seinem ersten Jahr in Philadelphia stellte der Angreifer mit 49 Scorerpunkten einen neuen persönlichen Rekord auf. Den Beginn des Spieljahres 2012/13 absolvierte er aufgrund des Lockouts in der NHL zwischen September und Dezember 2012 für die Eispiraten Crimmitschau in der 2. Eishockey-Bundesliga. Zwischenzeitlich bestritt er ab 22. Oktober einige Spiele in der tschechischen Extraliga für die Bílí Tygři Liberec. Schließlich kehrte er nach der Wiederaufnahme des Spielbetriebs in der NHL nach Nordamerika zurück und entwickelte sich in den folgenden Spielzeiten zu einem Leistungsträger und einer Identifikationsfigur. Seine beste Spielzeit absolvierte der Kanadier in der Saison 2015/16 für Philadelphia, als er 60-mal punktete. Im Jahr darauf erhielt Simmonds seine erste Einladung zum NHL All-Star Game, das er mit der Auszeichnung zum wertvollsten Spieler abschloss. Im Februar 2019 kam seine Zeit bei den Flyers nach fast acht Jahren zu einem Ende, als er zu den Nashville Predators transferiert wurde. Im Tausch erhielt sein Ex-Team Ryan Hartman und ein konditionales Viertrunden-Wahlrecht im NHL Entry Draft 2020, das zu einem Wahlrecht der dritten Runde aufgewertet wird, sofern die Predators die erste Runde der Stanley-Cup-Playoffs 2019 überstehen.
In Anerkennung seiner Führungsqualitäten wurde Simmonds nach der Saison 2018/19 der Mark Messier Leadership Award zuteil. Anfang Juli 2019 unterzeichnete er als Free Agent einen Einjahresvertrag bei den New Jersey Devils. Bereits zur Trade Deadline im Februar 2020 wurde er allerdings im Tausch für ein konditionales Fünftrunden-Wahlrecht im NHL Entry Draft 2021 zu den Buffalo Sabres transferiert, aus dem eines für die vierte Runde werden soll, falls Buffalo die Playoffs erreicht und Simmonds dabei mindestens zehn Partien bestreitet; dies erfüllte sich nicht. Darüber hinaus übernehmen die Devils weiterhin die Hälfte von Simmonds’ Gehalt. Nach Ablauf seines Vertrages schloss er sich, abermals als Free Agent im Rahmen eines Einjahresvertrages, im Oktober 2020 den Toronto Maple Leafs an. In deren Trikot bestritt er im März 2022 sein 1000. Spiel der regulären Saison in der NHL. Nach der Saison 2022/23 wurde sein auslaufender Vertrag bei den Maple Leafs nicht verlängert, und nachdem er bis März 2024 keinen neuen Arbeitgeber gefunden hatte, gab der 35-Jährige das Ende seiner aktiven Laufbahn bekannt.

### International
Für Kanada nahm Simmonds an der U20-Junioren-Weltmeisterschaft 2008 teil, bei der er mit seiner Mannschaft Weltmeister wurde. Im Seniorenbereich debütierte er bei der Weltmeisterschaft 2013 und gewann bei der Weltmeisterschaft 2017 die Silbermedaille.

## Erfolge und Auszeichnungen
- 2008 OHL Third All-Star Team
- 2017 Teilnahme am NHL All-Star Game
- 2017 Most Valuable Player des NHL All-Star Game
- 2019 Mark Messier Leadership Award

### International
- 2008 Goldmedaille bei der U20-Junioren-Weltmeisterschaft
- 2017 Silbermedaille bei der Weltmeisterschaft

## Karrierestatistik

### International
Vertrat Kanada bei:
- U20-Junioren-Weltmeisterschaft 2008
- Weltmeisterschaft 2013
- Weltmeisterschaft 2017

(Legende zur Spielerstatistik: Sp oder GP = absolvierte Spiele; T oder G = erzielte Tore; V oder A = erzielte Assists; Pkt oder Pts = erzielte Scorerpunkte; SM oder PIM = erhaltene Strafminuten; +/− = Plus/Minus-Bilanz; PP = erzielte Überzahltore; SH = erzielte Unterzahltore; GW = erzielte Siegtore; 1 Play-downs/Relegation; Kursiv: Statistik nicht vollständig)